# Friedrich Otto Gustav Quedenfeldt

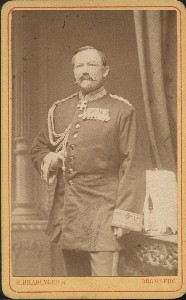
Friedrich Otto Gustav Quedenfeldt

Friedrich Otto Gustav Quedenfeldt (* 14. Juni 1817 in Graudenz; † 20. November 1891 in Berlin-Charlottenburg) war königlich preußischer  Generalmajor und Entomologe, zuletzt stellvertretender Kommandeur der 7. Infanterie-Brigade.

## Herkunft
Seine Eltern waren der Proviantkontroller Johann Quedenfeldt (* 4. April 1783; † 26. August 1868) und dessen Ehefrau Luise Karoline Eleonore Arndt (* 1794; † 29. Januar 1883).

## Leben

### Militärische Laufbahn
Er trat am 19. Mai 1834 in die preußische Armee ein und kam in das 7. Infanterie-Regiment. Er wurde dort am 7. Oktober 1834 zum Unteroffizier, am 7. September 1835 zum Portepeefähnrich und am 14. Dezember 1836 zum Seconde-Lieutenant befördert. Er war vom 15. April  bis zum 15. Oktober 1842 in das Lehr-Infanterie-Regiment abkommandiert. Nach seiner Rückkehr kam er am 1. Oktober 1847 in das 7. Landwehr-Regiment, wo er als Adjutant und Rechnungsführer in das II. Bataillon nach Hirschberg. Im Jahr 1848 nahm er an der Bekämpfung der Unruhen in Polen teil. Am 19. Februar 1850 zum Premier-Lieutenant befördert, wurde er im gleichen Jahr mit seiner Einheit zur Besetzung der Demarkationslinie Schleswig-Eckernförde abkommandiert, um die Schleswig-Holsteinischen und dänischen Truppen zu trennen.
Anschließend wurde er vom 1. April 1851 bis zum 31. Juli 1855 als Lehrer an die Vereinigte Divisionsschule des V. Armeekorps nach Glogau versetzt. In dieser Zeit wurde er am 22. Juni 1852 zum Hauptmann ernannt.
Nach seiner Rückkehr in das 7. Infanterie-Regiment wurde er am 1. November 1855 Kompaniechef. Während der Mobilmachung von 1859 war er vom 7. bis zum 23. Juli 1859 Etappenkommandant in Hof (Saale). Am 18. August 1860 stieg er zum Major auf und kam als Kommandeur des I. Bataillons in das Grenadier-Regiment Nr. 7. Dort wurde er am 18. Juni 1865 zum Oberstleutnant befördert.
Während des Deutschen Krieges von 1866 kämpfte er bei Nachod, Skalitz, Schweinschädel und Königgrätz. Dafür bekam er am 20. September 1866 den Kronen-Orden 3. Klasse mit Schwertern.
Am 28. Juni 1867 bekam er auch noch das Ritterkreuz des Hausordens vom Hohenzollern und am 5. November 1867 wurde er dann als Kommandeur in das 50. Infanterie-Regiment versetzt. Dort am 22. März 1868 zum Oberst befördert, wurde er am 21. Juli 1868 in Kriegsministerium abkommandiert. Dort wurde er mit der Wahrnehmung der Geschäfte als Chef der Abteilung für das Invalidenwesen beauftragt, am 10. Oktober 1868 wurde er als Abteilungschef bestätigt. Er erhielt am 29. März 1871 den Kronen-Orden 2. Klasse mit Schwertern. Am 25. November 1871 wurde er Chef der Abteilung für das Bekleidungswesen, dazu bekam er den Rand als Brigadekommandeur. Er kam am 22. Februar 1873 zu den Offizieren der Armee, wurde stellvertretender Kommandeur der 7. Infanterie-Brigade und am 22. März 1873 zum Generalmajor ernannt. Am 26. März 1874 wurde er dann mit Pension zur Disposition gestellt. Noch am 6. Juni 1887 wurde er mit dem Roten Adlerorden 2. Klasse mit Eichenlaub ausgezeichnet, bevor er am 20. November 1891 in Charlottenburg starb.

### Entomologie
Gustav Quedenfeldt beschäftigte sich intensiv mit den Coleopteren und gehörte Ende des 19. Jahrhunderts zu den besten Kennern der Coleopterenfauna Afrikas. Er legte eine umfangreiche Sammlung an, publizierte in der Zeit von 1880 bis 1891 über 35 Arbeiten zu dieser Thematik und ist Erstbeschreiber zahlreicher neuer Gattungen und Arten. 
Er ist unter anderem Erstbeschreiber vom Bockkäfer Cloniophorus mechowi Quedenfeldt, 1882, den er zu Ehren des Offiziers und Afrikaforschers Friedrich Wilhelm Alexander von Mechow benannte. Er war Mitglied im 1856 von Gustav Kraatz gegründeten Berliner entomologischen Verein, in dem sein ebenfalls entomologisch interessierter Sohn Max Quedenfeldt (1851–1891) im Jahr 1881 ebenfalls Mitglied und darüber hinaus zum Beigeordneten des Schriftführers gewählt wurde.
Die Quedenfeldt-Sammlung exotischer Käfer von Gustav und Max Quedenfeldt wurde an den französischen Entomologen René Oberthür verkauft und befindet sich heute im Muséum national d’histoire naturelle in Paris. Die Paläarktis-Käfersammlung wurde dem Zoologischen Institut der Universität Berlin übergeben und lagert heute im Museum für Naturkunde in Berlin.

## Familie
Gustav Quedenfeldt heiratete am 3. Oktober 1845 in Glogau Luise Wilhelmine Amalie Meißner (* 5. November 1823; † 12. Juni 1896), eine Tochter des Ökonomieinspekteurs und Amtmanns Karl Gottlieb Meißner. Das Paar hatte einen Sohn:
- Maximilian Friedrich Wilhelm (* 13. Juni 1851; † 18. September 1891), Leutnant im 21. Infanterie-Regiment, Forschungsreisender und Entomologe